# Valentine Ozornwafor
Valentine James Ozornwafor (* 1. Juni 1999 in  Port Harcourt) ist ein nigerianischer Fußballspieler. Seit Sommer 2021 steht der Innenverteidiger bei Sporting Charleroi unter Vertrag.

## Karriere

### Vereinskarriere
Ozornwafor spielte von 2017 bis 2019 in der Jugend von FC Enyimba. Sein Debüt gab der Innenverteidiger am 3. März 2019 gegen Bendel Insurance. Das zweite Ligaspiel folgte am 17. März gegen Sunshine Stars.
Am 28. Juni 2019 gab Galatasaray Istanbul die Verpflichtung von Ozornwafor bekannt. Galatasaray zahlte an Enyimba eine Ablöse in Höhe von 300.000 Euro. Zwei Monate nach dem Wechsel in die Türkei wurde Ozornwafor nach Spanien an UD Almería ausgeliehen. Sein erstes Pflichtspiel für Galatasaray Istanbul folgte am 9. Januar 2021 in der Süper Lig gegen Gençlerbirliği Ankara. Ozornwafor wurde in der 82. Spielminute für Ryan Babel eingewechselt. Ohne dass er ein weiteres Pflichtspiel für Galatasaray bestritten hatte, wurde er nach dem 1. Spieltag der Saison 2021/22 an den belgischen Erstdivisionär Sporting Charleroi ausgeliehen. Dort wurde er erst ab Mitte Dezember 2021 tatsächlich eingesetzt und kam auf 17 von 36 möglichen Ligaspielen für Charleroi. Ende Mai 2022 übte Charleroi die bei der Ausleihe vereinbarte Kaufoption aus.
Anfang Juli 2022 wurde er für die Saison 2022/23 mit anschließender Kaufoption an den französischen Zweitligisten FC Sochaux ausgeliehen. Ozornwafor kam zu drei Einsätzen in 21 möglichen Ligaspielen (alle im August 2022) und zu zwei Einsätzen im Pokal Ende Oktober bzw. Mitte November 2022. Dazu kommt ein Spiel Mitte Oktober 2022 für die zweite Mannschaft, die in der 3. Nationalklasse, der fünfthöchsten Liga, spielt.
Daher wurde Ende Januar 2023, kurz vor Ende des Transferfenster, die vorzeitige Beendigung der Ausleihe vereinbart. Zurück in Charleroi bestritt er 8 von 11 möglichen Ligaspielen für die erste Mannschaft sowie ebenfalls acht von 18 möglichen Ligaspielen für die zweite Mannschaft, die in der 1. Division Amateure spielt. In der Saison 2023/24 kam er zu keinem Einsatz.

### In der Nationalmannschaft
Valentine Ozornwafor nahm 2019 mit der nigerianischen U-20-Nationalmannschaft bei der Afrikameisterschaft und Fußball-Weltmeisterschaft teil. Im Juni 2021 bestritt er mit der A-Nationalmannschaft zwei Freundschaftsspiel gegen Kamerun.

## Erfolge
Enyimba FC
- Nigerianischer Meister: 2019

Galatasaray Istanbul
- Türkischer Fußball-Supercup: 2019 (ohne Einsatz)